# Cenzura w Polskiej Rzeczypospolitej Ludowej

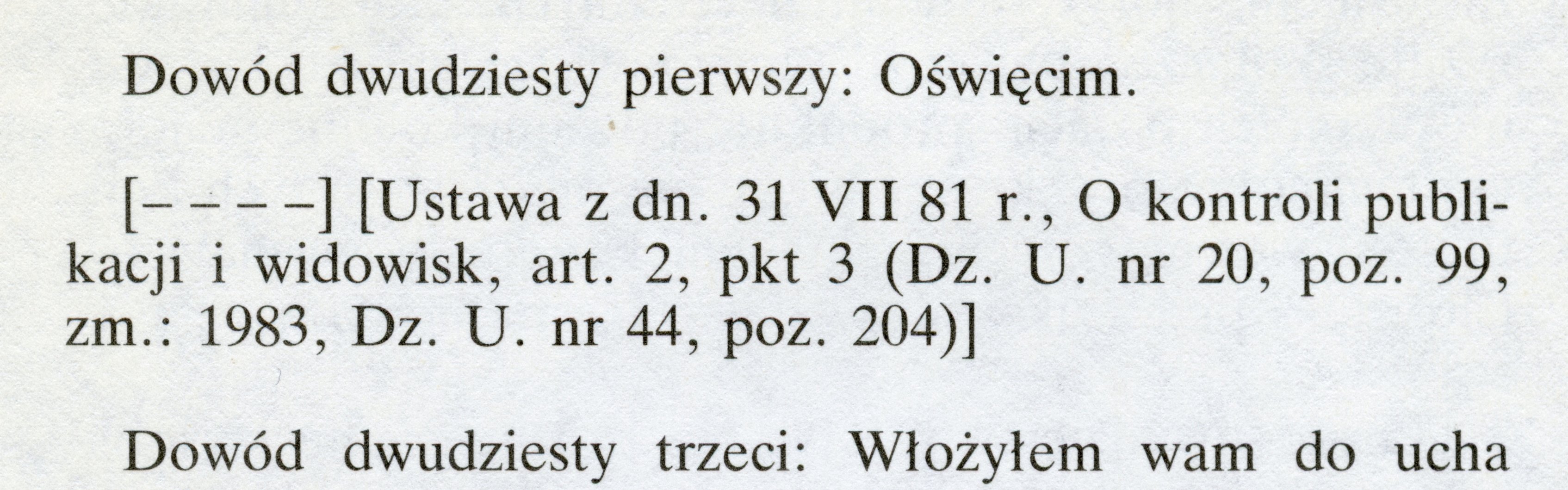
Ocenzurowany tekst w książce André Frossarda 36 dowodów na istnienie diabła

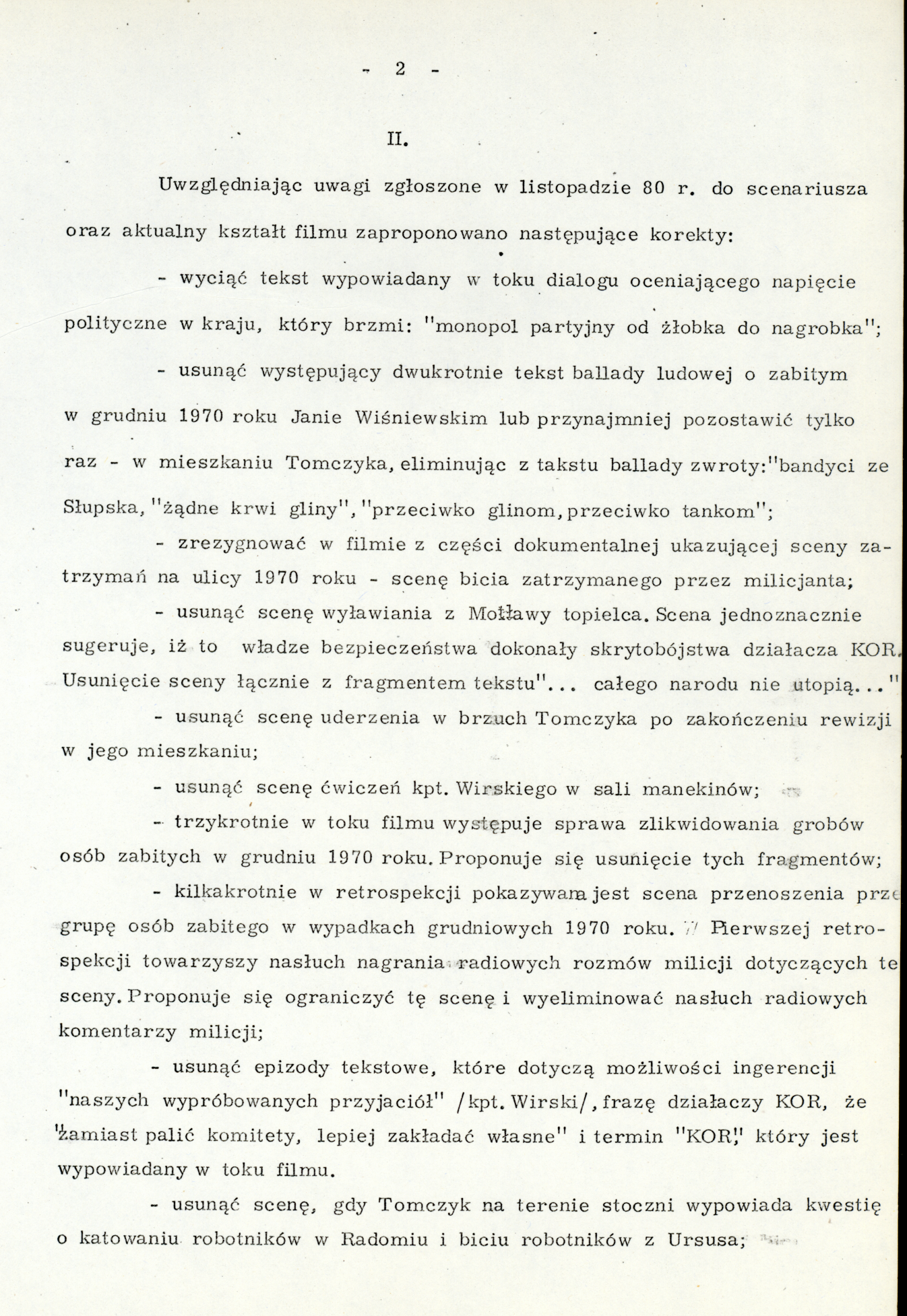
Zalecenia do filmu Człowiek z żelaza wydane przez Wydział Kultury KC PZPR

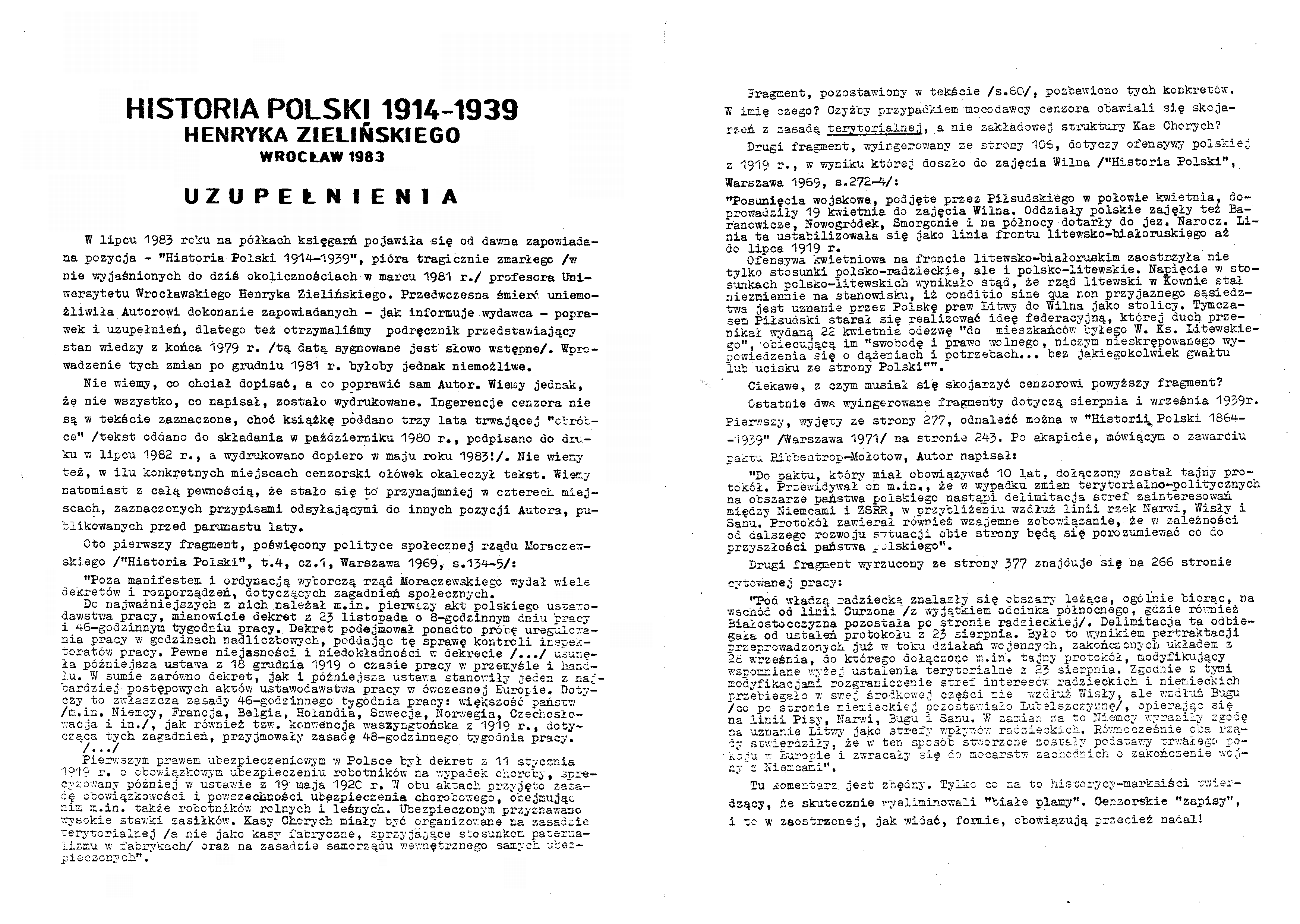
Wydane w „drugim obiegu”
uzupełnienie do wydanej legalnie „Historii Polski” autorstwa H. Zielińskiego, zawierające niektóre wycięte przez cenzurę fragmenty książki

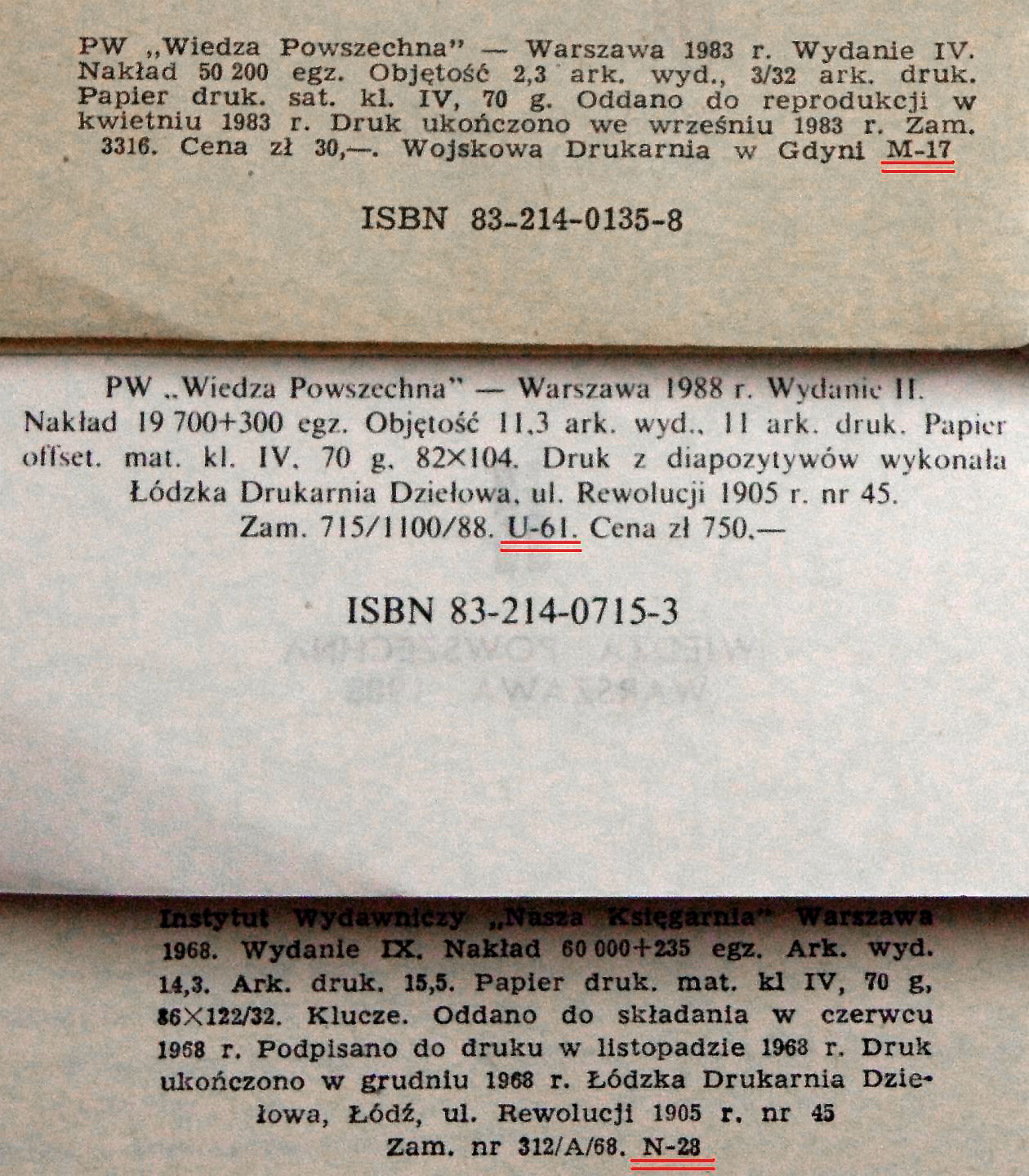
Stopki redakcyjne trzech książek opublikowanych w okresie PRL. Podkreślone sygnatury cenzorów z Głównego Urzędu Kontroli Prasy, Publikacji i Widowisk

Cenzura w Polskiej Rzeczypospolitej Ludowej – zjawisko nadzoru władz Polskiej Rzeczypospolitej Ludowej (PRL) nad informacjami (prasą, publikacjami naukowymi i kulturalnymi, widowiskami) przeznaczonymi do rozpowszechnienia. Cenzura w Polsce Ludowej trwała w okresie od 1944 do 1990 i funkcjonowała pod postacią instytucji Głównego Urzędu Kontroli Prasy, Publikacji i Widowisk (GUKPPiW) powołanego dekretem z 1946, a od lipca 1981 ze zmienioną nazwą: Główny Urząd Kontroli Publikacji i Widowisk.
Cenzura PRL miała charakter prewencyjny, a więc eliminowała niepożądane treści przed ich publikacją w mediach. Cenzorzy sprawdzali materiały informacyjne przed upublicznieniem, zatrzymując je lub zwalniając do emisji według odgórnych zaleceń rządzącej partii komunistycznej PZPR.

## Aspekt prawny
Do 1946 nadzór nad cenzurą sprawowali Minister Spraw Wewnętrznych oraz władze administracyjne I i II instancji.
Dekret z dnia 5 lipca 1946 r. o utworzeniu Głównego Urzędu Kontroli Prasy, Publikacji i Widowisk (Dz.U. z 1946 r. nr 34, poz. 210) wszedł w życie 2 sierpnia 1946 i był oparty na ustawie Krajowej Rady Narodowej z dnia 3 stycznia 1945 r. o trybie wydawania dekretów z mocą ustawy, która weszła w życie trzy dni później (Dz.U. z 1945 r. nr 1, poz. 1). Zgodnie z owym aktem prawnym, postanowieniem Rady Ministrów, a zatwierdzeniem Prezydium Krajowej Rady Narodowej, powołano Główny Urząd Kontroli Prasy, Publikacji i Widowisk. Główny Urząd podlegał bezpośrednio Prezesowi Rady Ministrów, a jego głównymi zadaniami były (według artykułu 2):

1) Nadzór nad prasą, publikacjami i widowiskami w zakresie przewidzianym w szczególnych przepisach prawnych,
2) Kontrola rozpowszechniania wszelkiego rodzaju utworów za pomocą druku, obrazu i żywego słowa; kontrola ta ma na celu zapobieżeniu:
a) godzeniu w ustrój Państwa Polskiego,
b) ujawnianiu tajemnic państwowych,
c) naruszaniu międzynarodowych stosunków Państwa Polskiego,
d) naruszaniu prawa lub dobrych obyczajów
e) wprowadzaniu w błąd opinii publicznej poprzez podawanie wiadomości niezgodnych z rzeczywistością.

Dyrektor Głównego Urzędu powoływany był przez Radę Ministrów na wniosek Prezesa Rady Ministrów. Główny Urząd dzielił się na terenowe Urzędy Kontroli Prasy, Publikacji i Widowisk, a finansowany był z odrębnego działu w budżecie Prezydium Rady Ministrów.
Ustawa Konstytucyjna z dnia 19 lutego 1947 r. o ustroju i zakresie działania najwyższych organów Rzeczypospolitej Polskiej, zwana małą konstytucją (Dz.U. z 1947 r. nr 18, poz. 71) weszła w życie 20 lutego 1947 i oparta była w głównej mierze (według art. 1) na uchwalonej 17 marca 1921 (data wejścia w życie: 1 czerwca 1921) ustawie z dnia 17 marca 1921 r. – Konstytucji Rzeczypospolitej Polskiej, zwanej Konstytucją marcową (Dz.U. z 1921 r. nr 44, poz. 267). Zgodnie z art. 104, 105 i 106 znajdującymi się w rozdziale V (Powszechne obowiązki i prawa obywatelskie) Konstytucji marcowej:

Każdy obywatel ma prawo swobodnego wyrażania swoich myśli i przekonań, o ile przez to nie narusza przepisów prawa.

Poręcza się wolność prasy. Nie może być wprowadzona cenzura ani system koncesyjny na wydawanie druków. Nie może być odjęty dziennikom i drukom krajowym debit pocztowy, ani ograniczone ich rozpowszechnianie na obszarze Rzeczypospolitej. Ustawa osobna określi odpowiedzialność za nadużycie tej wolności.

Tajemnica listów i innej korespondencji może być naruszona tylko w wypadkach, prawem przewidzianych.

Biorąc pod uwagę powstanie i działanie GUKPPiW, prawa zapewniane przez konstytucję PRL nie były w ogóle egzekwowane. 22 lipca 1952 Sejm Ustawodawczy uchwalił nową konstytucję (Dz.U. z 1952 r. nr 33, poz. 232), będącą ustawą zasadniczą obowiązującą przez cały późniejszy okres istnienia Polski Ludowej (uchylona została dopiero wraz z wprowadzeniem obecnie obowiązującej Konstytucji Rzeczypospolitej Polskiej z dnia 2 kwietnia 1997 r. uchwalonej przez Zgromadzenie Narodowe w dniu 2 kwietnia 1997 r., przyjętej przez naród w referendum konstytucyjnym w dniu 25 maja 1997 r., podpisana przez Prezydenta Rzeczypospolitej Polskiej w dniu 16 lipca 1997 r. (Dz.U. z 1997 r. nr 78, poz. 483)). Konstytucja Polskiej Rzeczypospolitej Ludowej (zwana również stalinowską lub lipcową) gwarantowała (tak samo, jak w przypadku poprzednich ustaw) swobody obywatelskie, jednocześnie (również jak w przypadku poprzednich) łamiąc je:

Art 71.
1. Polska Rzeczpospolita Ludowa zapewnia obywatelom wolność słowa, druku, zgromadzeń i wieców, pochodów i manifestacji.
2. Urzeczywistnieniu tej wolności służy oddanie do użytku ludu pracującego i jego organizacji drukarni, zasobów papieru, gmachów publicznych i sal, środków łączności, radia oraz innych niezbędnych środków materialnych.

Poza cenzurą oficjalną Służba Bezpieczeństwa prowadziła również niejawną kontrolę korespondencji krajowej i zagranicznej. Kontrola ta skutkowała blokowaniem pism zakwalifikowanych przez funkcjonariuszy jako „szkodliwe” oraz, w niektórych przypadkach, wszczynania postępowań karnych wobec ich nadawców. W jednej z takich spraw z 1969 roku, udokumentowanych przez IPN, SB przechwyciła pismo, które mieszkaniec Katowic przesłał do krewnego w RFN, wspominając mimochodem o trudnej sytuacji gospodarczej oraz krytykując ówczesne władze PRL jako „marionetki i garstkę karierowiczów usłużnie wykonujących wszystkie polecenia Moskwy”. Przechwycone pismo zostało wykorzystane do wszczęcia sprawy karnej, w której następnie wydano wyrok bezwzględnego pozbawienia wolności na 1 rok i 6 miesięcy.

## Działalność GUKPiW
Urząd zajmował się kontrolą wszystkich publikacji, drukowanych we wszystkich drukarniach w całym kraju, a także wszystkich publicznych przedstawień teatralnych, estradowych itp., oraz wszystkich polskich audycji radiowych i telewizyjnych.
Od roku 1945 do 1980 ingerencje cenzury w teksty drukowane nie były w ogóle oznaczane – ani przez pozostawianie „białych plam”, jak przed wojną, ani w żaden inny sposób. Autorzy i wydawcy mieli obowiązek takiego przeredagowania ocenzurowanych fragmentów, by były one spójne i nie sugerowały w sposób rażący usunięcia tekstu przez cenzurę. Oznaczana była jedynie akceptacja danej pozycji przez cenzurę – każda książka i każde wydawnictwo, łącznie z akcydensami, oznaczane było zazwyczaj w stopce redakcyjnej (bądź na marginesie akcydensu) numerem zamówienia oraz skrótem składającym się z litery i liczby. To literowo-liczbowe oznaczenie było identyfikatorem cenzora. Cenzura prewencyjna od początku istnienia była obiektem krytyki Kościoła katolickiego w Polsce. W latach 40. przeciwko jej działaniom protestował m.in. bp. Stanisław Adamski, a w latach 70. o zagrożeniach spowodowanych działalnością cenzury głosił w tzw. kazaniach świętokrzyskich prymas Stefan Wyszyński. W 1981 zmieniono nazwę GUKPPiW na Główny Urząd Kontroli Publikacji i Widowisk (GUKPiW). W tym samym roku wprowadzono możliwość odwoływania się od decyzji Głównego Urzędu do Naczelnego Sądu Administracyjnego, zaś ingerencje cenzury były zaznaczane w tekście. Uzasadnienie miało jednak zwykle charakter ogólnikowy i polegało na powołaniu się na konkretny artykuł ustawy, który mówił np. o zakazie „godzenia w konstytucyjne zasady polityki zagranicznej PRL”, bez wyjaśnienia w jaki sposób, zdaniem cenzora, usunięty fragment w te zasady godził.
Sam dekret uchylony został 1 lipca 1984. W 1990 cenzura prewencyjna została zniesiona.

## Wykaz książek podlegających niezwłocznemu wycofaniu
W krótki czas po zakończeniu II wojny światowej, w październiku 1945 Ministerstwo Oświaty rozesłało do wszystkich polskich bibliotek poufne pismo wraz z załączoną listą książek, które miały zostać „niezwłocznie usunięte z bibliotek szkolnych wszystkich typów i stopni”. W latach 1951–1953 Ministerstwo Kultury i Sztuki oraz Ministerstwo Bezpieczeństwa Publicznego przeprowadziły na dużą skalę akcję oczyszczania rodzimych bibliotek publicznych z tych publikacji sprzecznych z polityką i ideologią Polski Ludowej, zarówno przedwojennych, jak i powojennych, których treści uznawane były za szkodliwe lub nieaktualne. W celu czyszczenia księgozbiorów co pewien czas wydawany były „listy książek podlegających niezwłocznemu wycofaniu z bibliotek”. Na pierwszej liście, z 1945 r. znalazły się dzieła wszystkich pisarzy uznanych przez władze komunistyczne za kolaborantów. W tej liczbie znaleźli się Ferdynand Goetel, Jan Emil Skiwski, Feliks Burdecki oraz Stanisław Wasylewski (który w wyniku procesu został z czasem oczyszczony z zarzutu kolaboracji). 1 września 1951 wszedł w życie oparty na Wykazie nr 000305 z 31 X 1951 r. dokument Centralnego Zarządu Bibliotek (organ podlegający Stefanowi Dybowskiemu, ówczesnemu Ministrowi Kultury i Sztuki) „Wykaz książek podlegających niezwłocznemu wycofaniu” (mający adnotację: TYLKO DO UŻYTKU SŁUŻBOWEGO). Zawierał on trzy listy:
- Wykaz książek podlegających niezwłocznemu wycofaniu nr 1
- Wykaz nr 2 (książki zdezaktualizowane)
- Wykaz nr 3 (książki dla dzieci)

Ostatnia lista miała informację:

Uwaga: Przy oczyszczaniu księgozbioru należy zwracać baczną uwagę na adres wydawniczy pozycji umieszczonych na liście (to jest miejsce, rok i firmę wydawniczą), gdyż w niektórych wypadkach zostaną usunięte pewne tytuły jedynie ze względu na niewłaściwe wydanie. Na przykład należy usunąć Bajki Grimma tylko w wydaniach zaznaczonych na liście, inne wydania pozostają w księgozbiorze.)

Wykaz pierwszy zawierał łącznie 1682 pozycje.
W latach 1952–1953 usunięto z bibliotek 2500 tytułów w kilku milionach egzemplarzy i wywieziono pod kontrolą do wyznaczonych w poszczególnych województwach papierni.
W późniejszym okresie na wykazach pozycji niedopuszczonych do druku i dystrybucji figurowało łącznie ok. 5 tys. książek.

## Filmy wstrzymane przez cenzurę
Filmy, które zostały uznane przez kierownictwo PZPR za niezgodne z obowiązującymi poglądami partii, otrzymywały zakaz rozpowszechniania, zyskując potoczną nazwę „półkowników” (satyryczny neologizm utworzony od wyrażenia „odkładać na półkę”). PRL-owska cenzura, wstrzymując ich emisję oraz zakazując rozpowszechniania, nie zezwalała również publikowania jakichkolwiek informacji o nich. W zaleceniach dla cenzorów z 1975 roku Główny Urząd Kontroli Prasy, Publikacji i Widowisk wymienia kilkanaście z nich m.in. Długa noc (1967) Janusza Nasfetera, Zasieki (1973) Andrzeja Piotrowskiego, Diabeł (1972) Andrzeja Żuławskiego, Ręce do góry (1967) Jerzego Skolimowskiego, Przeprowadzka (1972) Jerzego Gruzy, Pełnia nad głowami (1974) Andrzeja Czekalskiego i inne. Tomasz Strzyżewski w swojej książce o cenzurze w PRL cytuje oficjalny tajny dokument urzędu kontroli, podając zakres ingerencji cenzorskich wraz z listą zakazanych filmów: „Nie należy zwalniać żadnych materiałów (informacji, omówień, recenzji, reportaży, postulatów wprowadzenia na nasze ekrany itp.)”.

### Przykładowe ingerencje cenzury w filmach
8 stycznia 1947 roku odbyła się premiera filmu Zakazane piosenki. Stosunkowo szybko wycofano go jednak z ekranów i poddano przeróbkom.  Chodziło na przykład o mocniejsze zaakcentowanie roli Armii Czerwonej w „wyzwoleniu” Warszawy. W jednej z piosenek śpiewano w czasie okupacji, że po wojnie będzie „Polska od morza do morza”, z ekranu wyraźnie słyszymy znane potem z PRL „od gór aż do morza”.

## Zdemaskowanie działalności GUKPPiW

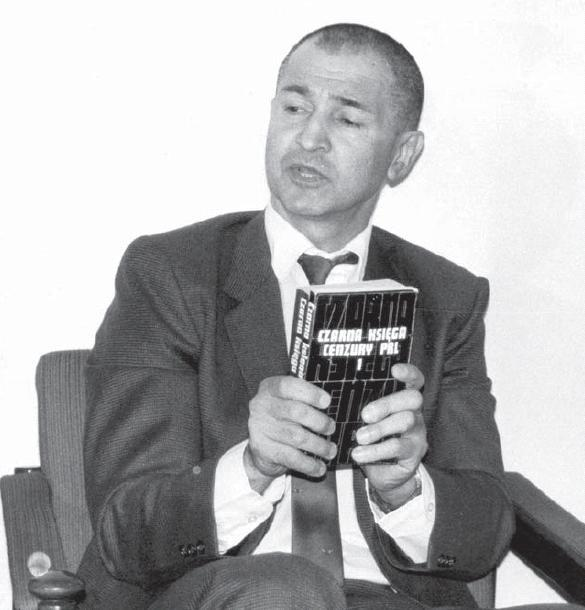
Tomasz Strzyżewski z Czarną księgą cenzury PRL

Pracujący w latach 70. w GUKPPiW absolwent krakowskiej WSE Tomasz Strzyżewski w ukryciu przepisał w całości „Księgę Zapisów i Zaleceń GUKPPiW” oraz zgromadził kopie niektórych dokumentów cenzury. W 1977 wyemigrował do Szwecji, gdzie – pomimo że początkowo nie wierzono w autentyczność przywiezionych dokumentów – opublikował je w Czarnej księdze cenzury PRL.

## Okres „Solidarności”
Po powstaniu „Solidarności” kilkakrotnie pojawiały się wydania gazet z „białymi plamami” po ingerencjach cenzury (m.in. we Wrocławiu w dzienniku Wieczór Wrocławia w marcu 1981), a później weszła w życie ustawa, nakazująca oznaczać takie ingerencje czterema kropkami lub czterema pauzami w nawiasach kwadratowych: [– – – –]. Mimo wprowadzenia stanu wojennego w grudniu 1981 przepis ten na ogół był przestrzegany aż do końca istnienia w Polsce cenzury, choć na ogół tylko w gazetach i to takich, których redaktorzy naczelni nie byli zależni od partyjnego koncernu „RSW Prasa-Książka-Ruch”, np. takich jak Tygodnik Powszechny.
Wszędzie tam, gdzie pojawia się cenzura, pojawia się natychmiast podziemna działalność wydawnicza, (tzw. drugi obieg). Jednym ze sposobów walki z cenzurą były przypadki druku swoistych „errat” lub uzupełnień do publikacji drukowanych oficjalnie, za zgodą cenzury. Uzupełnienia takie zawierały zazwyczaj fragmenty przez cenzurę wykreślone. Podobnym zjawiskiem było także kolportowanie poza obiegiem oficjalnym nagrań magnetofonowych z utworami dźwiękowymi, zazwyczaj tekstami czytanymi przez lektorów lub dialogami; często w nagraniach takich brali udział znani aktorzy, których głosy były powszechnie rozpoznawalne.
Jarzmo cenzury zmuszało także autorów do nadzwyczajnej niekiedy ekwilibrystyki, przemycając zakazane przez władze treści „pomiędzy wersami”.
Swoistą odmianą cenzury było stosowane w Polsce przez wszystkie lata powojenne aż do 1989 (a także w innych krajach „obozu socjalistycznego”) zagłuszanie zagranicznych radiostacji uznanych przez władze państwa za nieprawomyślne: Radio Wolna Europa, Głos Ameryki. Pewien wpływ na zmniejszenie się znaczenia cenzury i zagłuszania stacji radiowych miał rozwój w latach 80. XX w. telewizji satelitarnej.